# Mosteiro de São João de Dailam
Mosteiro de São João de Dailam ou Dayra d'Mar Yoḥannan Daylamáyá, também conhecido como Naqortaya e Muqurtaya (em siríaco: ܕܝܪܐ ܢܩܘܪܬܝܐ dayrá naqortáyá, literalmente "mosteiro esculpido"), é um mosteiro siríaco ortodoxo que fica a 3 km ao norte de Bakhdida, no norte Iraque.